# Erlaucht
Erlaucht är en titel som enligt tyska förbundsdagens beslut 1829 bars av huvudmännen för tidigare riksomedelbara, senare mediatiserade, grevliga ätter (t. ex. Pappenheim och Stadion). En ungefärlig översättning av titeln från tyska är "Ers Upplysthet". I äldre handlingar förekommer ordet som liktydigt med Durchlaucht, men den titeln förbehölls senare furstliga personer.